# Marston Glacier
Marston Glacier är en glaciär i Antarktis. Den ligger i Östantarktis. Nya Zeeland gör anspråk på området. Marston Glacier ligger 230 meter över havet.
Terrängen runt Marston Glacier är varierad. Havet är nära Marston Glacier åt sydost. Trakten är obefolkad. Det finns inga samhällen i närheten.